# ليكلاند (جورجيا)
ليكلاند (بالإنجليزية: Lakeland, Georgia)‏ هي مدينة تقع في مقاطعة لانيير، جورجيا بولاية جورجيا في الولايات المتحدة. تبلغ مساحة هذه المدينة 8.1 (كم²)، وترتفع عن سطح البحر 61 م، بلغ عدد سكانها 2730 نسمة في عام 2010 حسب إحصاء مكتب تعداد الولايات المتحدة.

## معرض صور

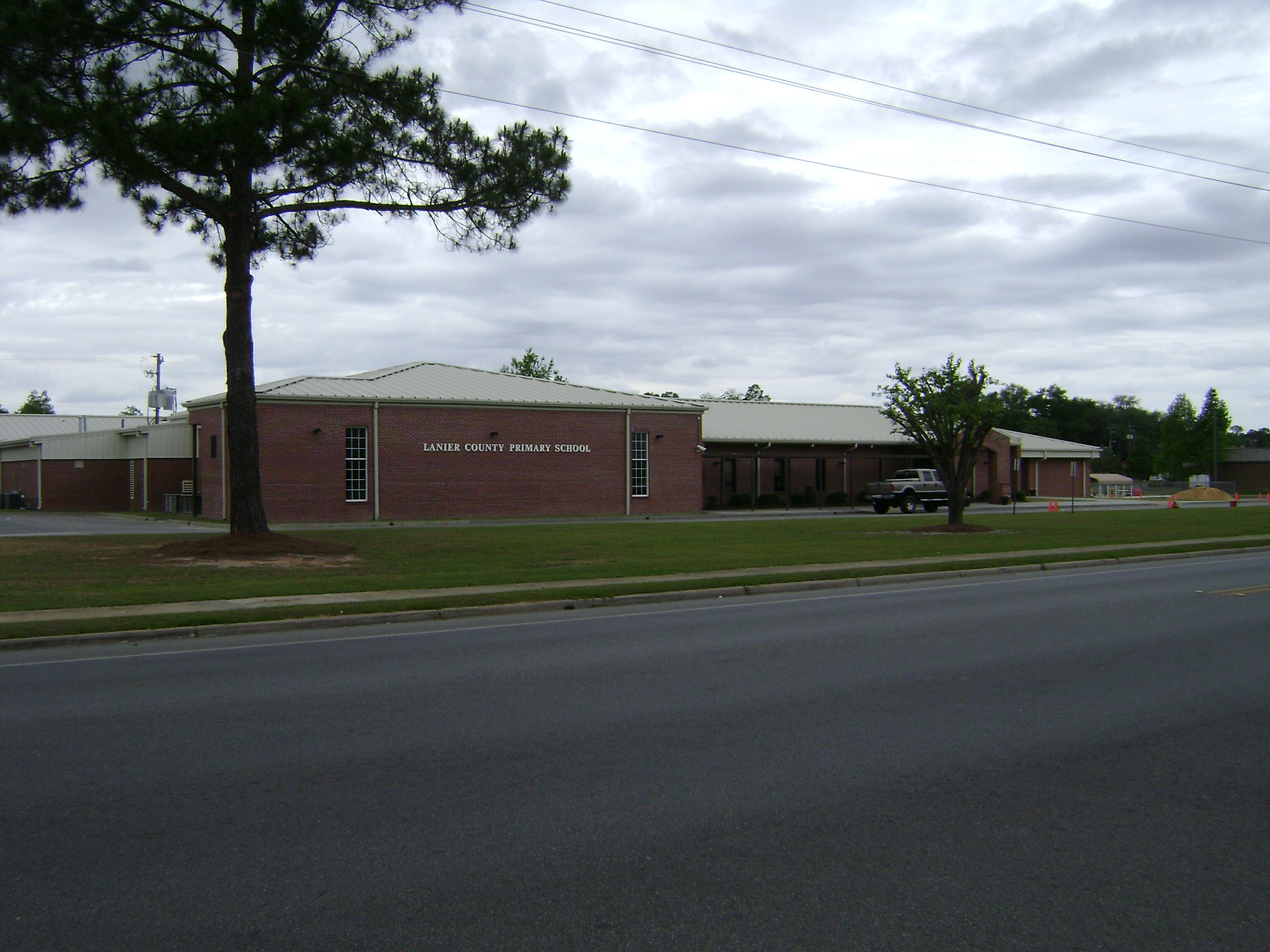
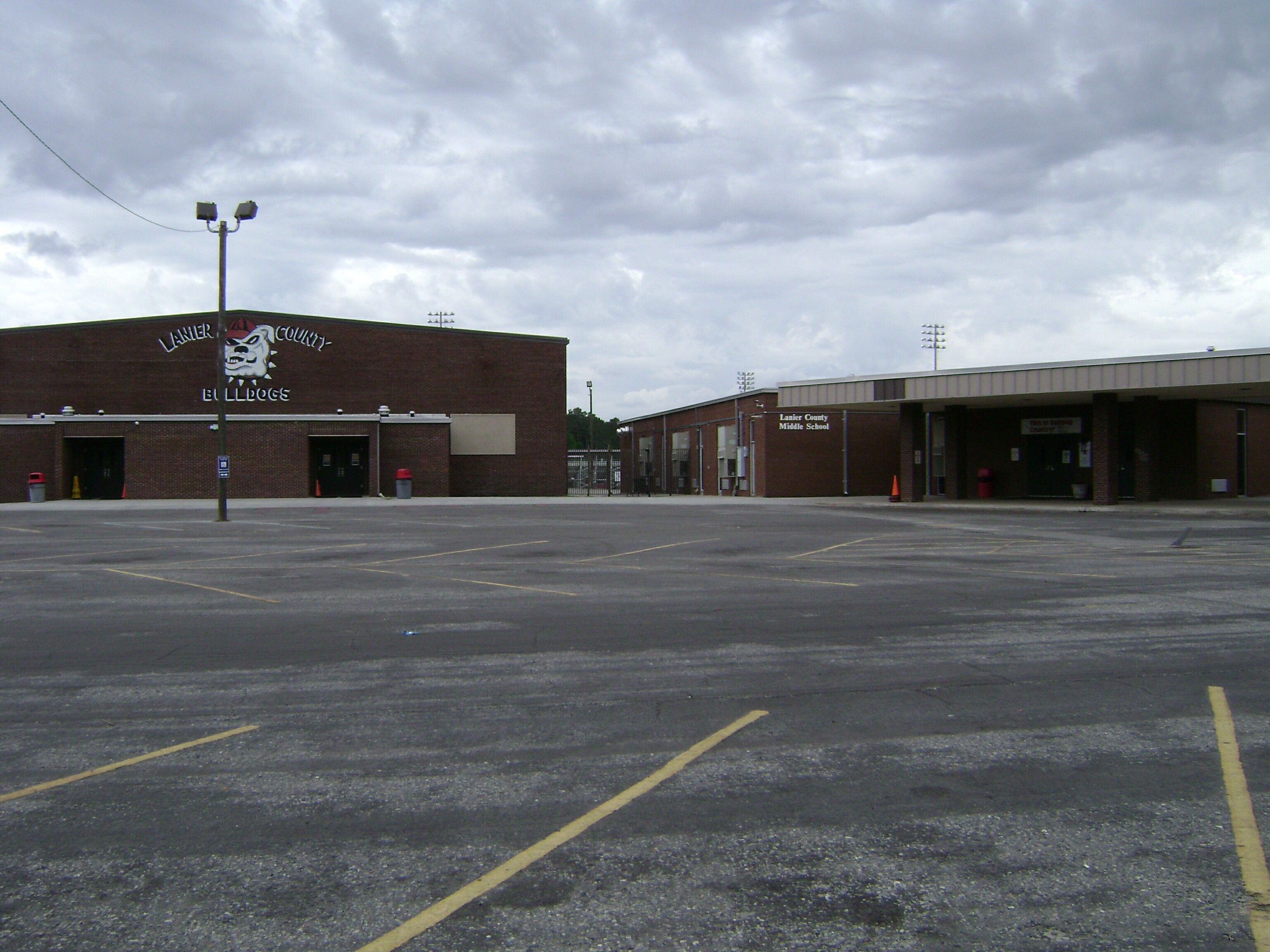
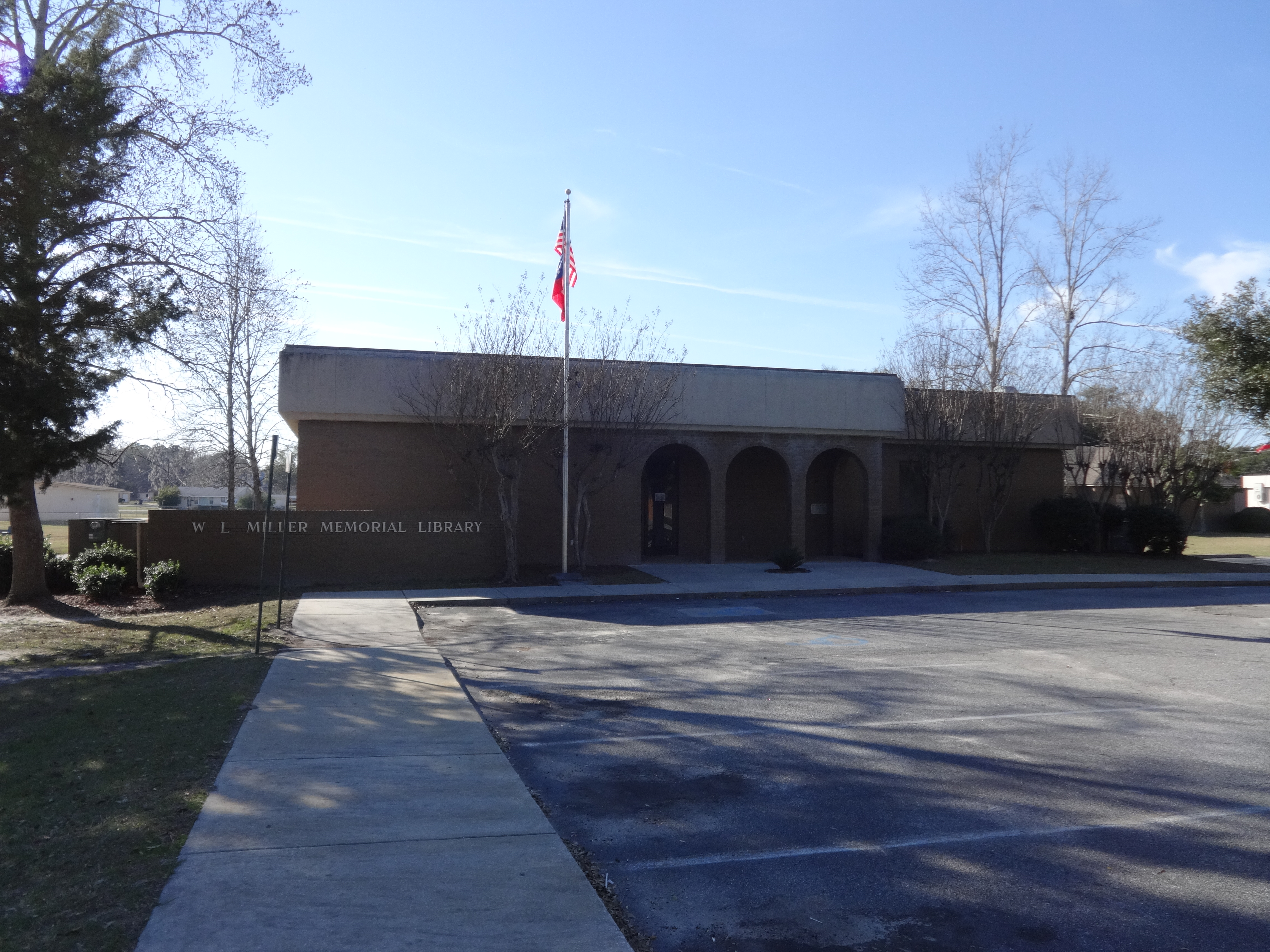
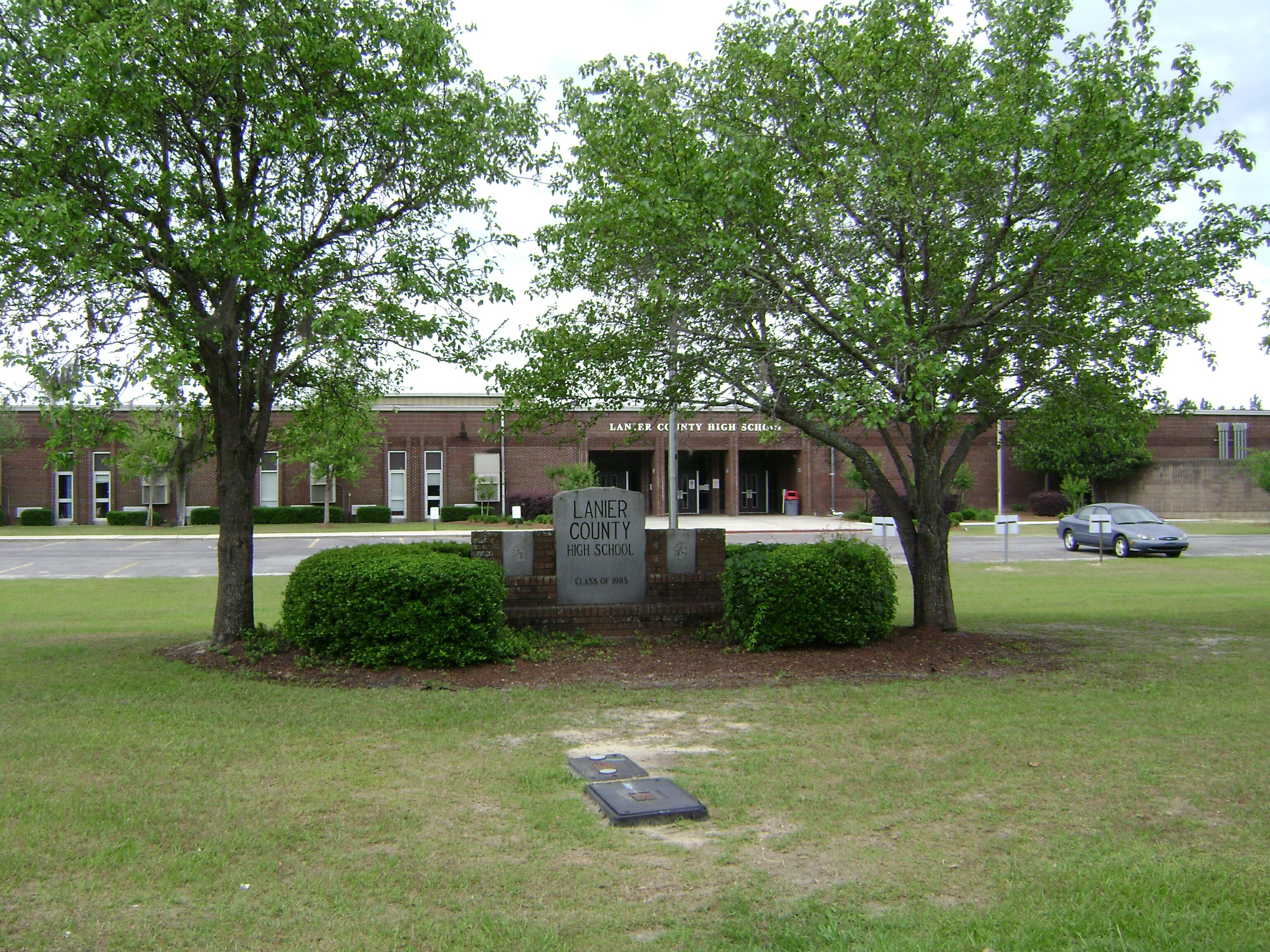
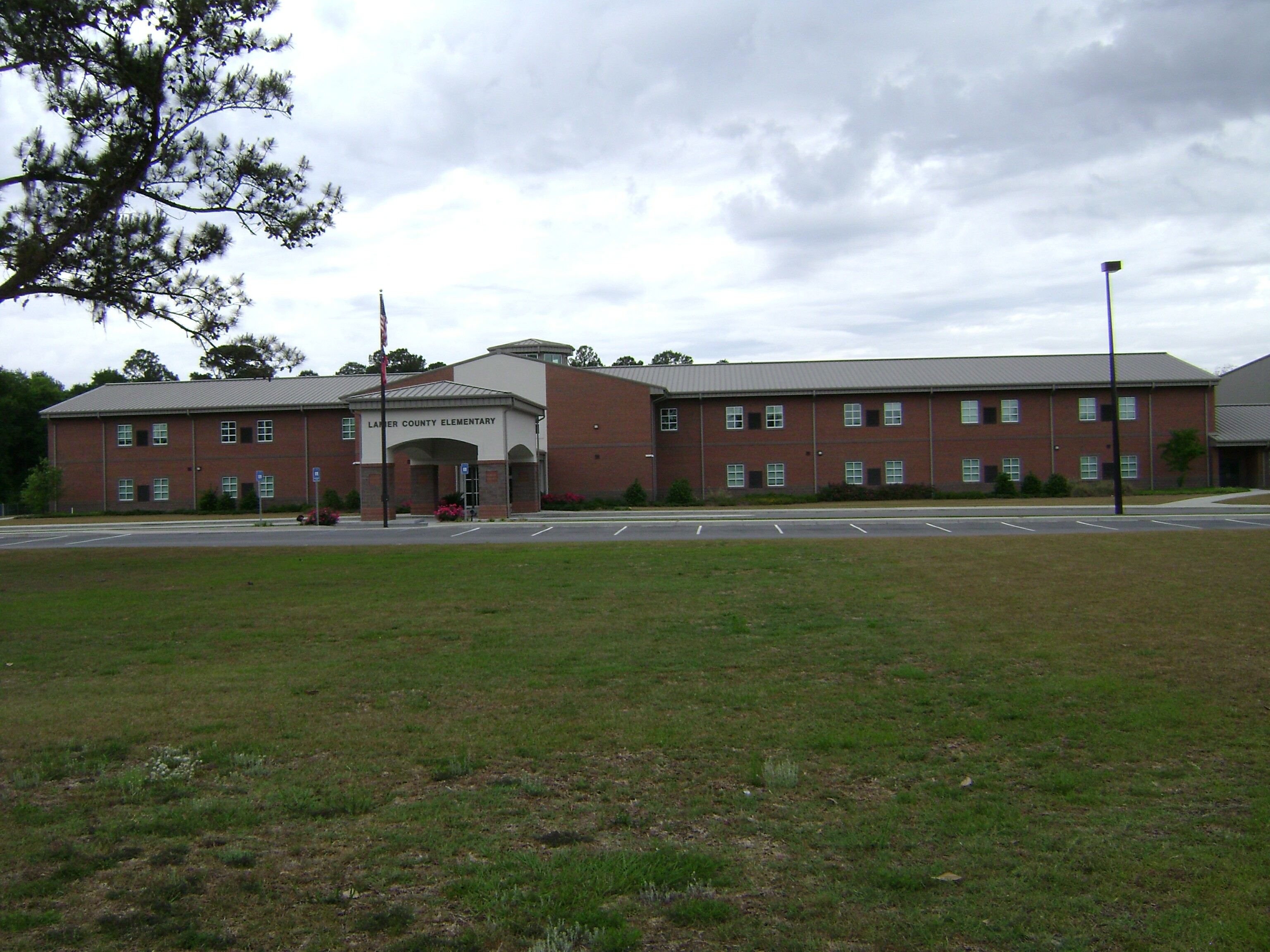

## وصلات خارجية
- Cities & Counties - Georgia.gov